# Cerapoda arida
Cerapoda arida là một loài bướm đêm trong họ Noctuidae.